# Marcus von Kleist
Marcus von Kleist ist ein deutscher Kameramann. Teilweise übernimmt er auch das Camera and Electrical Department.
Marcus von Kleist ist seit 1993 als Kameramann aktiv.

## Filmographie (Auswahl)
- 2008: Das Imperium der Vieren
- 2010: Liebe an der Macht
- 2010: Angustia
- 2010: Natscha Kampusch – 3096 Tage Gefangenschaft
- 2011: Cinderella 3.0
- 2011: Das automatische Gehirn
- 2010–2013: Deutschland von oben
- 2013. Zombie Nation
- 2014: Blank
- 2014: Deutschland von unten
- 2016: Zugvögel – Kundschafter in fernen Welten
- 2017: Fabienne Verdier Moving with the World
- 2022: XY gelöst